# 荷德站
荷德站（韓語：하덕역）是朝鮮民主主義人民共和國咸鏡南道咸兴市兴南区域的一個鐵路車站，属于西湖线。

## 邻近车站
西湖线
龙城站 - 荷德站 - 西湖站